# ختير موشح
ختير مُوَشَّح (الاسم العلمي: Cortinarius armillatus)، نوع من الختير وفصيلة الختيريات. عادة ما توجد في الغابات الصنوبرية الرطبة، خاصةً بين أشجار التنوب. نادرًا ما ينمو هذا النوع في أمريكا الشمالية، ولكنه شائع في أوروبا.
وصف من قبل إلياس ماجنوس فرايز في عام 1838.